# Dominique Janssen
Dominique Janssen, citata anche come Dominique Bloodworth (Horst aan de Maas, 17 gennaio 1995), è una calciatrice olandese, difensore del Manchester United e della nazionale olandese.
Dal 2018 al 2020 ha preso il cognome del marito, Brandon Bloodworth, per poi tornare al cognome da nubile dopo la separazione dal coniuge.

## Carriera

### Club
Dopo aver giocato nella formazione giovanile B della sua prima squadra, RKSV Wittenhorst, nell'estate 2013 Dominique Bloodworth coglie l'occasione per giocare all'estero sottoscrivendo un contratto con l'SGS Essen per giocare in Frauen-Bundesliga, primo livello del campionato tedesco femminile di calcio, declinando le offerte di Ajax e PSV/FC Eindhoven per disputare la BeNe League, il campionato transnazionale organizzato dalle federazioni belga e olandese.
Bloodworth fa il suo debutto in Bundesliga l'8 settembre 2013, alla 1ª giornata di campionato, nell'incontro pareggiato 3-3 con le avversarie del Cloppenburg. e segna la sua prima rete due mesi più tardi, alla 7ª di campionato, siglando al 12' la rete che porta il parziale sull'1-1 con l'Hoffenheim, incontro che poi terminerà 5-1 per la sua squadra. Rimane con l'SGS Essen per due stagioni, alla prima cogliendo il 6º posto in campionato e raggiungendo la finale di Coppa di Germania, persa 3-0 con l'1. FFC Francoforte, alla seconda conquistando il 5º posto in campionato e venendo eliminata già agli ottavi di finale in Coppa.
Nell'estate 2015 Bloodworth decide di trasferirsi all'Arsenal con la quale gioca la FA Women's Super League Cup, vincendo la finale 2015 superando per 3-0 le avversarie del Notts County. e la seconda parte del campionato di WSL 1 2015, condividendo con le compagne il 3º posto in classifica.
La stagione seguente la sua squadra si riconferma tra le protagoniste del campionato, chiuso nuovamente al 3º posto, e festeggia con le compagne la conquista della 14ª FA Women's Cup della squadra, battendo il Chelsea per 1-0 nella finale del 14 maggio 2016 al Wembley Stadium.
Nella sua ultima stagione in Inghilterra, dopo aver raggiunto ancora il 3º posto in campionato nella "Spring Series" 2017 e nel successivo 2017-2018, e la Super League Cup 2018 superando in finale il Manchester City per 1-0, coglie il terzo titolo nazionale femminile per il suo club al termine della ridenominata FA Women's Super League 2018-2019, decidendo di lasciare la squadra con un tabellino di oltre 100 presenze per trasferirsi alle campionesse di Germania del Wolfsburg.
All'inizio della sessione estiva di calciomercato 2024 viene annunciato il suo trasferimento al Manchester United, tornando così a giocare nel campionato inglese a cinque anni di distanza dalla separazione dall'Arsenal.

### Nazionale
Dominique Janssen viene più volte selezionata dalla Federcalcio olandese (KNVB) per vestire la maglia delle giovanili della nazionale olandese, giocando nelle formazioni dall'Under-15 all'Under-19.
Dopo aver indossato per la prima volta la maglia arancione delle U-15 il 17 marzo 2010 nella partita amichevole contro la rappresentativa pari età dell'Inghilterra, fa il suo debutto in un torneo ufficiale UEFA con le Oranje Under-17 il 3 ottobre dello stesso anno, in occasione della partita vinta per 3-0 sulle pari età della Bielorussia valida per il primo turno di qualificazione dell'edizione 2011 del campionato europeo di categoria. In seguito viene regolarmente convocata acquisendo anche la fascia di capitano sia nell'edizione 2011 che in quella successiva.

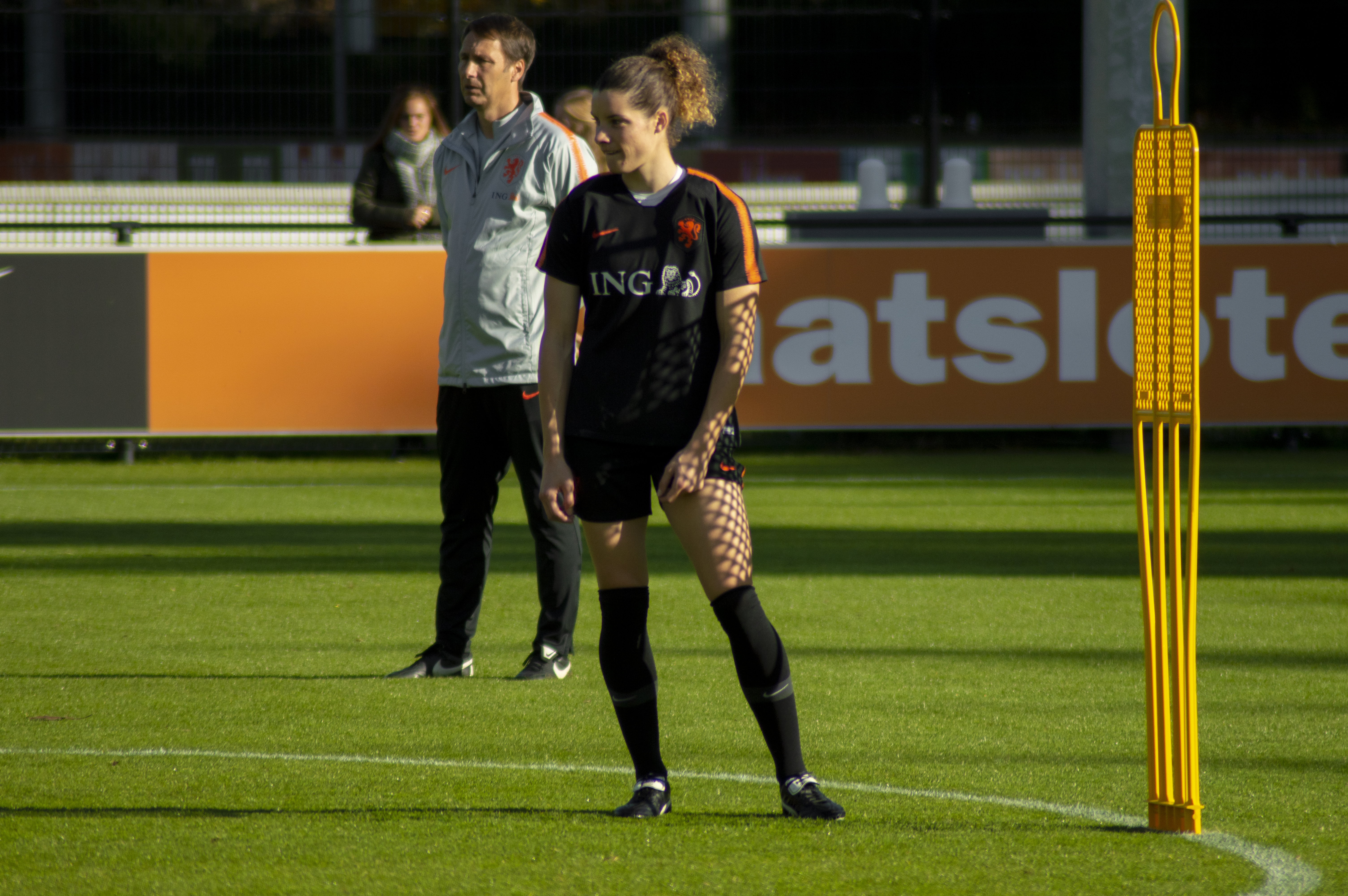
Dominique Bloodworth in una sezione di allenamento con la nazionale olandese nel 2018.

Le qualità espresse convincono la federazione a inserirla in rosa anche nella formazione Under-19 che compete per la qualificazione all'edizione 2013 dell'Europeo di categoria, assegnandole nuovamente la fascia di capitano. Janssen veste la maglia della nazionale anche nella successiva edizione di Norvegia 2014, contribuendo a far raggiungere alla squadra la fase finale, giocando tutte le ultime cinque partite e conquistando il trofeo nella finale con cui si impone per 1-0 sulle pari età della Spagna.
Nel 2014 viene convocata per la prima volta nella nazionale maggiore, inserita dal Commissario tecnico Roger Reijners nella rosa di giocatrici che partecipa all'edizione 2014 della Cyprus Cup, dove debutta il 5 marzo, entrata al 65' nella partita pareggiata per 2-2 con l'Australia.
Benché Reijners non l'avesse mai impiegata in quella fase, quello stesso anno condivide con le compagne la storica qualificazione ad un mondiale al termine della lunga fase di qualificazione della zona UEFA eliminando l'Italia nella doppia finale per l'ultimo posto disponibile tra le migliori seconde classificate del torneo. Reijners le rinnova la fiducia inserendola nella lista delle 23 calciatrici scelte per rappresentare i Paesi Bassi al Mondiale di Canada 2015 diramata dalla federazione olandese il 10 maggio 2015. Bloodworth scende in campo nel solo incontro del 16 giugno, pareggiato con il Canada per 1-1, rilevando al 13' Desiree van Lunteren.

## Palmarès

### Club
- Campionato inglese: 1

Arsenal: 2018-2019
- Campionato tedesco: 2

Wolfsburg: 2019-2020, 2021-2022
- Coppa di Germania: 2

Wolfsburg: 2019-2020, 2021-2022
- Women's FA Cup: 1

Arsenal: 2015-2016

### Nazionale
- Campionato d'Europa: 1

2017
- Algarve Cup: 1

2018 (a pari merito con la Svezia)
- Campionato d'Europa under 19: 1

2014